# Кубок Норвегии по футболу 2014
Кубок Норвегии по футболу 2014 (норв. NM i fotball for menn 2014) — 109-й розыгрыш Кубка Норвегии по футболу.

## Четвёртый раунд
| Дата      | Хозяева      | Счёт              | Гости      |
| --------- | ------------ | ----------------- | ---------- |
| 27.6.2014 | Бранн        | 4:2               | Ранхейм    |
| 27.6.2014 | Хёугесунн    | 5:0               | Тромсдален |
| 27.6.2014 | Мольде       | 4:1               | Мьёндален  |
| 27.6.2014 | Одд          | 3:2               | Волеренга  |
| 27.6.2014 | Сарпсборг 08 | 3:2               | Старт      |
| 27.6.2014 | Викинг       | 4:1               | Согндал    |
| 27.6.2014 | Олесунн      | 1:1 (доп.вр. 0:2) | Лиллестрём |
| 23.7.2014 | Будё-Глимт   | 0:2               | Стабек     |

## 1/4 финала
| Дата      | Хозяева    | Счёт | Гости        |
| --------- | ---------- | ---- | ------------ |
| 13.8.2014 | Стабек     | 1:0  | Хёугесунн    |
| 13.8.2014 | Мольде     | 5:1  | Викинг       |
| 14.8.2014 | Лиллестрём | 0:2  | Сарпсборг 08 |
| 14.8.2014 | Одд        | 3:1  | Бранн        |

## 1/2 финала
| Дата      | Хозяева | Счёт | Гости        |
| --------- | ------- | ---- | ------------ |
| 24.9.2014 | Стабек  | 0:1  | Мольде       |
| 25.9.2014 | Одд     | 5:2  | Сарпсборг 08 |

## Финал
| Дата       | Хозяева | Счёт | Гости  |
| ---------- | ------- | ---- | ------ |
| 23.11.2014 | Одд     | 0:2  | Мольде |